# Lókos-patak
A Lókos-patak kisebb vízfolyás Észak-Magyarországon, az Ipoly bal oldali, egyik legnagyobb vízgyűjtő területű mellékága. Diósjenőtől nyugatra, a Börzsönyben ered, s innen előbb délkelet felé, majd éles, szakaszos bevágódásokkal észak–északkeleti irányba folyva átszeli a Nógrádi-medencét, végül Dejtár és Ipolyszög között az Ipolyba torkollik.
A partján fekvő települések: Nőtincs, Felsőpetény, Bánk, Romhány és Szátok. Vize táplálja a 40 hektáros Nőtincsi-tavat. Bánk térségében fogadja a Jenői-patak, és a Bánki-patak közvetítésével a fenékforrásokból táplálkozó Bánki-tó vizét is; ott hosszabban a 2115-ös, majd a 2116-os úttal párhuzamosan húzódik. A torkolatnál vízhozama 0,07–51 m³/s között ingadozik.

## Fontosabb keresztező műtárgyak
- A Vác–Balassagyarmat-vasútvonal vasúti hídja Nógrád és Diósjenő határán;
- a 12 123-as út hídja az előbbitől nem messze;
- egy mezőgazdasági célú híd az előbbiektől keletre, de még mindig a fentebbi két település határvonalán;
- a 2-es főút hídja közvetlenül Nógrád, Tolmács és Nőtincs hármashatára mellett;
- gyaloghíd a Nőtincsi-tavon;
- a Nőtincsi-tó völgyzáró gátja;
- a 2114-es út hídja Nőtincs keleti részén;
- az előbbi út egy másik hídja Nőtincs keleti külterületei közt;
- a 21 125-ös út hídja Felsőpetény keleti szélénél;
- a 2115-ös út hídja Bánk délkeleti szélén;
- a 2116-os út hídja Romhány központjában, a Kossuth Lajos utcában;
- 3 külterületi híd Szátok (2) és Érsekvadkert (1) külterületén;
- a 22-es főút hídja ugyancsak Érsekvadkert külterületén;
- a 2201-es út és a Vác–Balassagyarmat-vasútvonal hídjai Dejtár határában.

- Műemlék kőhídja áll Romhány központjában, a jelenlegi Kossuth Lajos utcai hídtól nem messze, egy olyan szakaszon, ahol a patakot időközben új mederbe terelték, tehát a kőhidat már elkerüli, s utóbbi emiatt hídként immár nem funkcionál, csak úgy, mint az egyik látnivalója a településnek.